# Nieuwe Nationale Partij

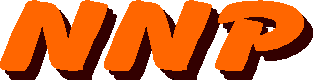
Originele partijlogo

De Nieuwe Nationale Partij was een Nederlandse extreemrechtse politieke partij die bestond tussen 1998 en 2005. 

## Geschiedenis
De partij was op 3 juli 1998 gesticht met de naam Nationale Partij Nederland, welke naam door de Kiesraad echter niet werd goedgekeurd wegens vroeger gebruik door een andere groepering. Daarop werd de partij omgedoopt tot Nieuwe Nationale Partij. Door de media werd de partij meestal betiteld als extreemrechts. 
Voorafgegaan was in 1996 een afscheidingsbeweging van een groot aantal leden van de CP'86 onder de naam Volksnationalisten Nederland (VNN) geleid door Henk Ruitenberg, die voorafgaand nog voorzitter van CP'86 was geweest maar had moeten wijken voor een nieuw bestuur onder Martijn Freling. Deze groepering vormde de kern van de NNP, waarbij zich ook een groep oud-leden van de CD aansloot. 
De NNP werd door tegenstanders gezien als een voortzetting van de zich in haar latere jaren eveneens volksnationalistisch noemende CP'86. Dit werd echter niet gevolgd door een rechterlijke uitspraak hieromtrent, waardoor de partij als illegale voortzetting van CP'86 had kunnen worden beschouwd.
Na de teloorgang van de CD en het verbod van CP'86 was de NNP enige tijd de grootste extreem-rechtse partij van Nederland. In 2000 had de partij ongeveer 200 leden.

## Organisatie

### Bestuur

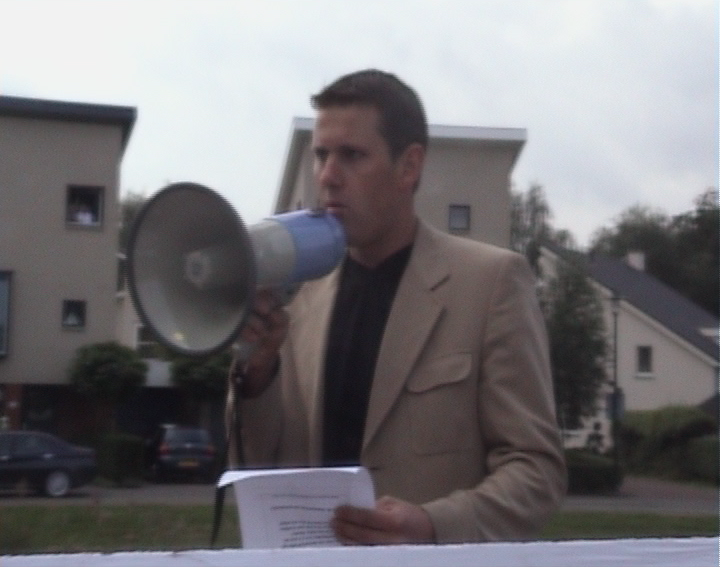
Florens van der Kooi, de laatste voorzitter van de NNP, tijdens een NNP-demonstratie in Dordrecht in 2004

De voorzitters van deze partij waren achtereenvolgend Egbert Pereé (1924-2009), Henk Ruitenberg en Florens van der Kooi. Deze laatste won samen met Jan Teijn in 2002 twee zetels in de deelraad van Feijenoord, de enige politieke winst van de partij in haar bestaan.
In de vroege jaren waren Marcel Hoogstra en Marc de Boer de drijvende krachten achter de NNP. Geoffrey Robbemond was op het laatst partijsecretaris van de NNP, als opvolger van Paul Peters.
Andere bestuursleden waren Hendrik Sybrandy (eerder secretaris en landelijk woordvoerder), Bert Heidekamp, Gerard de Wit en Cornel Smits.

### Tijdschrift
Het partijblad heette Barricade en werd uitgegeven tussen 1999 en 2005. De hoofdredacteuren waren achtereenvolgens Marcel Hoogstra, Jan Teijn, Alex Neid, Peter Beenke en Martijn Janssen.

### Jongerenorganisatie
De Nieuwe Nationale Jongeren was van 2002-2005 de jongerenvleugel van de partij, die eerst werd geleid door Alex Neid en vanaf 2003 door Geoffrey Robbemond. 

## Latere ontwikkelingen
In 2003 stapte Jan Teijn op als lid van de NNP en richtte samen met Virginia Kapić (ex-NNJ) de Nationale Alliantie (NA) op.
Na de oprichting in 2003 van Nieuw Rechts (NR) werden door Florens van der Kooi, die inmiddels fractiemedewerker geworden was van Michiel Smit voor diens Rotterdamse gemeenteraadsfractie, krampachtige pogingen ondernomen om de NNP in haar geheel te laten opgaan in Nieuw Rechts. Tot een fusie kwam het uiteindelijk niet. Er was veel weerstand tegen, het ledenbestand liep leeg (vooral naar NR en NA) en de partij zelf zeeg ineen.
Enkele leden van de NNP werden later actief voor Voorpost, inclusief Van der Kooi.

## Verkiezingsuitslagen
| Gemeente    | Stemmen | %     | Zetels |
| ----------- | ------- | ----- | ------ |
| Rotterdam   | 598     | 0,24% | 0/45   |
| Zwijndrecht | 316     | 1,77% | 0/29   |
| Amsterdam   | 773     | 0,23% | 0/45   |
| Leeuwarden  | 418     | 1,04% | 0/37   |
| Breda       | 664     | 1,24% | 0/39   |